# Pablo Lejarraga
Pablo Lejarraga (Coronel Dorrego, 5 de enero de 1906-Bahía Blanca, 8 de septiembre de 1978) fue  contador público nacional, abogado, político y legislador. Tuvo importante actuación en la Reforma Universitaria en la década del 20; y dirigió durante 30 años la filial bahiense del Colegio Libre de Estudios Superiores, siendo considerado un “mediador y organizador cultural” del sur argentino. Integrante del Partido Socialista desde 1932, fue diputado de la Nación en 1963/1965. Casado con Berta Gaztañaga en 1948, tuvo cuatro hijos: Pablo, Andrés, Ana Lila y Juan Roberto. 

## Biografía

### Actividad estudiantil
Desde muy joven, Lejarraga se interesó por la  política y las actividades culturales. A los 15 años fundó y dirigió la revista estudiantil bahiense Juvenilia, que publicaba poesía, prosa y ensayos. La misión de la revista se inspiraba en el Ariel de José Enrique Rodó y el lugar destacado que da este último a la juventud en el progreso de los pueblos.
Después de recibirse de Perito Mercantil en Bahía Blanca, Lejarraga se inscribió en la Facultad de Ciencias Económicas de la Universidad de Buenos Aires. Allí se graduó de Contador Público Nacional en 1924 a los 18 años, y continuó con sus estudios de ciencias económicas y con la lucha por la democracia y la Reforma Universitaria. Fue presidente del Centro de Estudiantes de Ciencias Económicas durante dos períodos, 1924 y 1927 y, en 1928, cuando Lejarraga tenía 22 años, Víctor Raúl Haya de la Torre, que había sido líder estudiantil y luchado en Perú por los mismos ideales que Lejarraga en Argentina, le escribe llamándolo “amigo y de los buenos y más queridos”. En enero de 1930 fue encarcelado por sus actividades en pro de la democracia y contra la amenaza de un golpe militar--que ocurrió en septiembre de ese mismo año, liderado por Uriburu.
En esta época, Lejarraga se trasladó a La Plata e inició sus estudios de abogacía en la Facultad de Ciencias Jurídicas y Sociales de la Universidad Nacional de La Plata. En conjunción con sus estudios, siguió participando activamente en la política estudiantil, esta vez como secretario de la Federación Universitaria Argentina (FUA), filial La Plata en 1931 y 1932. Inicialmente Lejarraga había sido yrigoyenista, pero posteriormente, bajo la influencia de su amigo y maestro Alfredo Palacios, adhirió al Partido Socialista, del que se hizo miembro en 1932.: pp.61-62 

### Actividad profesional
En 1935, Lejarraga obtuvo su título de abogado en La Plata y volvió a Bahía Blanca en 1936 para ejercer la profesión en el estudio de su hermano Arnaldo. Participó activamente en organizaciones profesionales como presidente del Colegio de Contadores y como miembro del Consejo Directivo del Colegio de Abogados, del que también fue vicepresidente.

### Actividad cultural
En 1941, bajo su dirección, se inauguró la filial bahiense del Colegio Libre de Estudios Superiores (CLES), y ocupó el cargo de secretario general de esta filial hasta su disolución en 1960.: p.53  El CLES había sido creado en Buenos Aires en 1931 para dar cabida a intelectuales perseguidos y cesanteados tras el golpe militar que derrocó a H. Yrigoyen; era una organización humanista, reformista, liberal y antifascista. Cuando el CLES de Buenos Aires buscó descentralizar sus actividades, creando otras sedes en el interior del país, encontró en Pablo Lejarraga a la persona capaz de conectar Bahía Blanca con el sur de la Provincia de Buenos Aires, La Pampa, Neuquén y la Patagonia. Así, Lejarraga, gracias a sus contactos en círculos políticos, ideológicos y culturales, se convirtió en el “mediador y organizador cultural” del sur argentino. Además de la publicación de la revista Cursos y Conferencias, el CLES de Bahía Blanca organizó más de 200 conferencias. De ese modo, enriquecieron la vida cultural de Bahía Blanca destacados escritores y pensadores argentinos como Francisco Romero, José Luis Romero, Jorge Luis Borges, Ezequiel Martínez Estrada, Luis Franco, Carlos Sánchez Viamonte, Silvio Frondizi, Arnaldo Orfila Reynal, entre muchos otros.: pp.63-75 
Lejarraga fue también tenaz impulsor del proyecto que culminó en la fundación del Instituto Tecnológico del Sur en 1948, a partir del cual fue creada, en 1956, la Universidad Nacional del Sur.
Lejarraga cultivó una estrecha amistad con Ezequiel Martínez Estrada, que se había radicado en Bahía Blanca en 1949, donde vivió hasta su muerte en 1964. En 1968, Lejarraga participó en la creación de la Fundación Ezequiel Martínez Estrada y fue su secretario hasta 1977.

### Actividad política y legislativa
En Bahía Blanca, Lejarraga persistió en la lucha política, ahora como miembro del Partido Socialista. Fue director de Nuevos Tiempos, periódico del socialismo bahiense y, años después, de La Vanguardia, órgano oficial del Partido Socialista Argentino. Además, escribió sobre temas políticos en periódicos regionales y nacionales; y pronunció numerosas conferencias en diversos centros y bibliotecas populares.
Su ideal político fue siempre democrático y americanista. En 1935, Franklin Delano Roosevelt inició la “policy of the good neighbor” (política del buen vecino), que, a diferencia de gobiernos anteriores (y posteriores) de Estados Unidos, ponía énfasis en la cooperación y se oponía a la intervención armada. Cuando Roosevelt muere en abril de 1945, Lejarraga escribe un artículo en un diario local reivindicando “la visión generosa de los destinos nacionales y americanos” de este líder.
La Revolución del 43 trató de revertir todas las conquistas estudiantiles de la Reforma Universitaria y promovió una ideología ultracatólica de derecha en las universidades, lo que produjo una fuerte oposición estudiantil. En estas circunstancias, Lejarraga fue encarcelado brevemente  en La Plata en octubre de 1944. 
En relación con Perón y el peronismo, Lejarraga reconocía que las leyes laborales y sociales de Perón eran leyes por las que los socialistas habían luchado con algún éxito por varias décadas; pero se oponía a la tendencia autoritaria del peronismo. Es pertinente mencionar que, en 1952, el gobierno peronista impidió que todas las filiales del CLES continuaran sus actividades, con excepción de las filiales Bahía Blanca y Rosario, la primera, dirigida por Lejarraga.: p.109  En 1957, cuando la dictadura propuso una salida electoral restringida, el socialismo se dividió en dos partidos. Lejarraga, junto con Palacios, Alicia Moreau de Justo y otros, se sumó al Partido Socialista Argentino, más tolerante del peronismo que el Partido Socialista Democrático liderado por Américo Ghioldi.  
Lejarraga fue diputado nacional por la Provincia de Buenos Aires, en el período 1963-65. junto con Palacios, Muñiz, Coral, Carreira y Ocampo. Presentó numerosos proyectos, uno sobre la derogación de la Ley De la Torre, que impedía la formación de los Centros de Estudiantes Secundarios; otro para modificar la Ley 1420, para habilitar la participación de maestros y profesores en el Consejo Nacional de Educación; otro de carácter local, que obtuvo un subsidio para la terminación de los edificios de la sede de Av. Alem de la Universidad Nacional del Sur en el año 1965; y un cuarto titulado: En Defensa de la Educación Pública. También consiguió subsidios para el Hogar del Anciano y el Patronato de la Infancia.
Cuando en 1973 fue derrocado en Chile el gobierno de Salvador Allende, Lejarraga presidió una entidad destinada a dar refugio a los exiliados que llegaban a Bahía Blanca.
Debido a su posición política y a su actividad como abogado defensor de presos políticos, durante el fin del gobierno de Isabel Perón y principios de la dictadura militar de Rafael Videla, Lejarraga fue encarcelado y sufrió represión de varias formas. Estuvo preso sin causa a disposición del poder ejecutivo en la cárcel de Villa Floresta por 4 meses, en el verano de 1974/75. Pocos días antes del golpe militar de 1976, su casa fue brutalmente invadida y asaltada durante la madrugada por comandos de la Triple A (Alianza Anticomunista Argentina). Por casualidad, Lejarraga estaba en Buenos Aires ese día, lo que tal vez le salvó la vida. En septiembre de ese mismo año fue detenido ilegalmente y pasó 40 días incomunicado en el Quinto Cuerpo de Ejército en Bahía Blanca, a la edad de 70 años con la salud quebrantada por problemas cardíacos.

### Legado y homenajes
Lejarraga juntó a lo largo de su vida una vasta biblioteca de cerca de 10.000 libros, además de revistas y otras publicaciones, cuyo tema central es la política y la cultura latinoamericana. En 1989, sus herederos donaron el grueso de esta colección junto con los archivos epistolares del CLES a la Universidad Nacional del Sur. Por otro lado, la colección de escritos y documentos de la actividad política y estudiantil de Lejarraga fueron donados al Museo Histórico de Bahía Blanca. Ambas colecciones contienen muchos documentos de difícil acceso.
Con el tiempo, en tributo a su memoria, el Concejo Deliberante de Bahía Blanca designó con su nombre una calle de la ciudad. En el centenario de la Reforma Universitaria (2018), el Departamento de Matemáticas de la Universidad Nacional del Sur realizó un acto y colocó una placa en homenaje a Lejarraga.